# Ulf Högberg

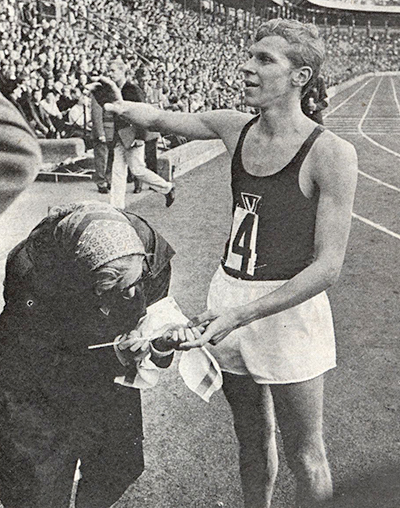
Ulf Högberg 1967.

Ulf Hugo Högberg, född 21 januari 1946 i Göteborg, död 16 maj 2023 i Täby distrikt, Stockholms län, var en svensk friidrottare inom medeldistanslöpning. Han tävlade för IK Vikingen och IFK Lidingö och utsågs till Stor grabb nummer 280 i friidrott.
Han hade det svenska rekordet på 1 500 meter 1971–1985.

## Karriär
1967 vann Ulf Högberg SM-guld på 1 500 meter.
Den 1 juli 1971 förbättrade Högberg Dan Waerns svenska rekord på 1 500 meter till 3:37,3.
År 1972 vann han ytterligare ett SM-guld, denna gång på 800 meter.
Den 30 juli 1974 förbättrade han sitt svenska rekord på 1 500 meter ytterligare till 3:36.56, i ett hårt lopp mot Anders Gärderud (gick också under det gamla rekordet). Han behöll rekordet tills Johnny Kroon 1985 sprang på tiden 3:36.49.
Högberg medverkade vid OS 1972 i München respektive OS 1976 i Montreal på 1500 meter. 1972 nådde han semifinal. 1976 blev han utslagen i försöken.